# Kromszewice
Kromszewice – wieś w Polsce położona w województwie kujawsko-pomorskim, w powiecie włocławskim, w gminie Chodecz.
W latach 1975–1998 miejscowość administracyjnie należała do województwa włocławskiego. Według Narodowego Spisu Powszechnego (III 2011 r.) liczyła 230 mieszkańców. Jest czwartą co do wielkości miejscowością gminy Chodecz.
Przez wieś biegnie droga gminna łącząca Chodecz z Dąbrowicami w łódzkim. Wieś położona jest nad jeziorem Kromszewskim.